# فرانتس-أولريش هارتل
فرانتس-أولريش هارتل (بالألمانية: Franz-Ulrich Hartl) ـ (ولد في 10 مارس 1957) هو عالم كيمياء حيوية ألماني، وهو المدير الإداري لمعهد ماكس بلانك للكيمياء الحيوية. اشتهر بأبحاثه الرائدة في مجال تطوي البروتين.

## أهم الجوائز والتكريمات
- 2000: عضو أجنبي شرفي بالأكاديمية الأمريكية للفنون والعلوم
- 2002: جائزة غوتفريد فيلهيلم لايبنتس
- 2002: عضو الأكاديمية الألمانية للعلوم ليوبولدينا
- 2004: جائزة مؤسسة غيردنر الدولية مناصفة مع آرثر هورويتش.
- 2005: جائزة إرنست يونغ في الطب.
- 2008: جائزة لويزا غروس هورويتز مناصفة مع آرثر هورويتش.
- 2009: ميدالية أوتو فاربورغ من الجمعية الألمانية للكيمياء الحيوية والبيولوجيا الجزيئية.
- 2011: جائزة ألبرت لاسكر للأبحاث الطبية الأساسية
- 2011: انتُخب عضوًا أجنبيًا مشاركًا بالأكاديمية الوطنية الأمريكية للعلوم
- 2011: جائزة مصري من مدرسة كيك للطب بجامعة كاليفورنيا الجنوبية.
- 2012: جائزة شو في الطب.
- 2016: جائزة مركز ألباني الطبي
- 2016: جائزة إرنست شيرينغ[11]
- 2017: جائزة دبرتسن للطب الجزيئي